# Gabrovac
Gabrovac (en serbe cyrillique : Габровац) est une localité de Serbie située dans la municipalité de Palilula et sur le territoire de la ville de Niš, district de Nišava. Au recensement de 2011, elle comptait 1 216 habitants.
Gabrovac est officiellement classé parmi les villages de Serbie. À 2 km au sud de la localité se trouve l'église de la Sainte-Trinité, érigée en 1833 à l'emplacement de l'ancien monastère de Gabrovac. L'intérieur a été décoré de fresques, probablement en 1873.

## Démographie

### Évolution historique de la population
| 1948  | 1953  | 1961  | 1971  | 1981  | 1991  | 2002  | 2011  |
| ----- | ----- | ----- | ----- | ----- | ----- | ----- | ----- |
| 1 165 | 1 267 | 1 282 | 1 114 | 1 168 | 1 167 | 1 189 | 1 216 |

|  |